# Severin (Name)
Severin, Séverin und Severinus ist ein männlicher Vorname und Familienname.

## Herkunft und Bedeutung
Severin oder Severinus ist ein ursprünglich männlicher Vorname lateinischen Ursprungs, der aus der Weiterbildung des altrömischen Bei- und Familiennamens Severus entstand, was „der Strenge“ oder „der Ernste“ bedeutet. Die weibliche, in Frankreich geläufige Form, ist Séverine. Der Familienname Severin leitet sich möglicherweise auch vom altslawischen Wort sebrŭ für Bauer ab.

## Varianten
- Severino – (italienisch, portugiesisch, spanisch)
- Sewerin – (russisch)
- Seweryn – (polnisch)
- Sören – (deutsch, schwedisch)
- Søren – (dänisch)

## Namenstage
- 8. Januar (S. v. Noricum)
- 11. Februar (S. v. Agaunum)
- 23. Oktober (S. v. Köln)
- 19. November (Severinus)
- 27. November (S. v. Paris)

## Namensträger

### Heilige
- Severinus († 170), Märtyrer und Heiliger
- Severin von Köln († nach 397), Bischof von Köln und Heiliger
- Severin von Noricum († 482), Missionar, Klostergründer und Heiliger
- Severinus von Agaunum († 506 oder 507), Abt und Heiliger
- Severinus von Paris († um 540 oder 555), Mönch und Heiliger

siehe auch → Sankt Severin

### Ein- und Vorname
(inklusive Sprachvarianten)
- Severinus (Papst) († 640)
- Séverin Bays (1885–1972), Schweizer Schriftsteller
- Severin Benz (1834–1898), Schweizer Kirchen- und Porträtmaler
- Severin Blindenbacher (* 1983), Schweizer Eishockeyspieler
- Severin Brüngger (* 1978), Schweizer Politiker (FDP.Die Liberalen) und Handballspieler
- Séverin Cornet (1530–1582), franko-flämischer Sänger, Kapellmeister und Komponist
- Severin Corsten (1920–2008), deutscher Autor
- Severin von Eckardstein (* 1978), deutscher Pianist
- Severin Eisenberger (1879–1945), polnischer Pianist und Hochschullehrer
- Severinus Desiré Emanuels (1910–1981), niederländischer Jurist, Diplomat und Kolonialbeamter sowie Politiker in Suriname
- Severin Freund (* 1988), deutscher Skispringer
- Severin Groebner (* 1969), österreichischer Kabarettist
- Severin Hacker (* 1984), Schweizer Informatiker
- Severin Hallauer (* 1996), Schweizer Bildender Künstler, Schauspieler und Model
- Severin Heinrich (1600–1673), Papiermacher
- Severin Jensen (1723–1809), kurländischer Architekt
- Severin Koster (* 1942), deutscher Altphilologe
- Severin Leitner (1945–2015), italienischer Ordensgeistlicher
- Severin Løvenskiold (1777–1856), norwegischer Fabrikant und Politiker
- Séverin Moisse (1895–1961), kanadischer Pianist, Komponist und Musikpädagoge
- Severin Fritz Pütz (1909–1988), deutscher Gewerkschafter und Politiker (SPD)
- Severin Renoldner (* 1959), österreichischer Theologe und ehemaliger Politiker (Grüne)
- Severin Schindler (1671–1737), preußischer Unternehmer und Politiker
- Severin Schlüter (1571–1648), deutscher evangelischer Theologe
- Severin Schwan (* 1967), Pharmamanager
- Severin Gottlieb Ziegenbalg (1681–1713), deutscher Bildhauer

### Als weiterer Vorname
- Anders Severin Donner (1854–1938), finnischer Astronom
- Anicius Manlius Severinus Boethius (um 480/485–524/526), römischer Gelehrter, Politiker, Philosoph und Theologe
- Bernhard Severin Ingemann (1789–1862), dänischer Schriftsteller
- Daniel Severin Scultetus (1645–1712), deutscher Theologe
- François Séverin Marceau (1769–1796), französischer General
- Herman Severin Løvenskiold (1815–1870), norwegischer Komponist
- Ingebrigt Severin Hagen (1852–1917), norwegischer Arzt und Botaniker
- Johan Severin Svendsen (1840–1911), norwegischer Komponist
- Johann Severin Vater (1771–1826), deutscher Theologe und Sprachforscher
- Josef-Severin Ahlmann (1924–2006), deutscher Erfinder
- Julius Severin Vilhelm Lassen (1847–1923), dänischer Jurist
- Martin Severin From (1828–1895), dänischer Schachmeister
- Mathias Severin Berntsen Skeibrok (1851–1896), norwegischer Bildhauer
- Nikolai Frederik Severin Grundtvig, dänischer Schriftsteller, Dichter, Philosoph, Historiker, Pfarrer, Pädagoge und Politiker
- Peder Severin Krøyer (1851–1909), norwegisch-dänischer Maler
- Peter Severin Steenstrup (1807–1863), norwegischer Unternehmer
- Theodor Severin Kittelsen (1857–1914), norwegischer Künstler
- Xaver Severin Gretener (1852–1933), Schweizer Jurist, Universitätsprofessor in Bern und Breslau

### Familienname
- Adde Severin (1668–1731), Kaufmann und Ratsherr der Hansestadt Lübeck
- Adrian Severin (* 1954), rumänischer Politiker und MdEP für Rumänien
- Alec Severin (* 1963), belgischer Comickünstler
- Alphonse Marie Louis de Saint-Sévérin d’Aragon (1705–1757), französischer Botschafter und bevollmächtigter Minister in Schweden
- Anthony B. Severin, lucianischer Diplomat
- August Severin (1780–1861), deutscher Architekt, preußischer Baubeamter und Hochschullehrer
- August Ferdinand Severin (1818–1892), Obergärtner in den botanischen Gärten St. Petersburg und Bern
- Bettina Severin-Barboutie (* 1968), Historikerin und Hochschullehrerin
- Carl August Severin (1773–1833/1859), Mitglied des Landstandes des Fürstentums Waldeck
- Carl Theodor Severin (1763–1836), deutscher Architekt
- Christian Severin (1562–1647), dänischer Astronom
- Dietrich Severin (1935–2019), Professor an der TU Berlin für Förder- und Getriebetechnik
- Dimitri Petrowitsch Severin (1792–1865), russischer Diplomat, Gesandter in Bayern
- Domenico Severin (* 1967), italienischer Organist
- Emanuel Severin (1842–1907), deutsch-russischer Kinderchirurg und Geheimrat in Sankt Petersburg
- Erik Severin (1879–1942), schwedischer Curler
- Ernst Severin (1818–1888/1903), Landgerichtspräsident in Glogau
- Friedrich Severin († nach 1800), Buchdrucker, Verleger und Buchhändler in Weißenfels
- Günther Severin (1928–2024), deutscher Diplomat, Botschafter der DDR
- Hans Severin (1920–2008), Elektrotechniker, Hochschullehrer an der Universität Bochum
- Hans-Georg Severin (* 1941), deutscher christlicher Archäologe
- Hermann Severin (1830–1883), deutscher Politiker (Nationalliberale)
- Ingrid Leonie Severin (* 1959), deutsche Kunsthistorikerin und Kuratorin
- Jacob Severin (1691–1753), dänischer Großkaufmann und Begründer des Grönlandhandels
- Jay Severin (1951–2020), US-amerikanischer Talkshowmoderator
- Jochen Severin (1927–1995), deutscher Journalist, Kaufmann und Verleger
- Johannes Severin (1869–1937), deutscher General und Stadtkommandant von Berlin
- Johann Friedrich Severin (1699–1740), Pastor der Sankt-Petri-Kirche in St. Petersburg
- John Severin (1921–2012), US-amerikanischer Comiczeichner und Cartoonist
- Josef Severin (* 1898), Primärarzt am St. Georg-Krankenhaus Breslau, Privat-Dozent
- Julius Severin (1840–1883), deutscher Genremaler
- Karl Ludwig Severin (1785–1851), preußischer Prorektor, Dichter und Philologe
- Kay Severin (* 1967), deutscher Chemiker
- Kurt Severin (1896–1970), deutscher Grafiker und Entwerfer von Porzellan-Dekor
- Ludwig Severin (1811–1867), Jurist, Landtagspräsident und Mitglied des Reichstags des Norddeutschen Bundes
- Ludwig Severin (Amtmann) (1776–1832), Jurist, Amtmann
- Margarete Franck-Severin (1904–1981), deutsche Schriftstellerin
- Martina Severin-Kaiser (1959–2016), deutsche evangelisch-lutherische Geistliche
- Peter Iwanowitsch Severin (1761–1830), russischer Generalmajor, Zivilgouverneur und Senator
- Pitt Severin (1920–1997), deutscher Fotograf, Reporter und Journalist
- Robert Severin (* 1839; † nach 1882), deutscher Fotograf
- Steven Severin (* 1955), britischer Musiker und Komponist
- Sven Severin (* 1941), Fotograf, Film- und Bühnenregisseur und -autor
- Theodor Severin (1930–2020), deutscher Lebensmittelchemiker
- Tim Severin (1940–2020), britischer Abenteurer, Historiker und Schriftsteller
- Walter Severin (1891–1960), Buchhändler
- Wilhelm Severin (1809–1888), Düsseldorfer Lithograf und Fotograf
- Yoan Severin (* 1997), französischer Fußballspieler